# Bodieïta
La bodieïta és un mineral de la classe dels sulfats. Rep el nom pel camp volcànic de Bodie Hills, on es troba la mina Pittsburg-Liberty, i per la ciutat de Bodie, a Califòrnia, que es troba a uns 19 km al sud-est de la mina.

## Característiques
La bodieïta és un sulfat de fórmula química Bi₂(TeO₃)₂(SO₄). Va ser aprovada com a espècie vàlida per l'Associació Mineralògica Internacional l'any 2018, sent publicada per primera vegada el mateix any. Cristal·litza en el sistema monoclínic. La seva duresa a l'escala de Mohs és 2.
Els exemplars que van servir per a determinar l'espècie, el que es coneix com a material tipus, es troben conservats a les col·leccions mineralògiques del Museu d'Història Natural del Comtat de Los Angeles, a Los Angeles (Califòrnia) amb els números de catàleg: 67482, 67483, 67484, 67485 i 67486.

## Formació i jaciments
Va ser descrita a partir de mostres recollides en dues mines dels Estats Units: la mina Pittsburg-Liberty, al districte miner de Masonic (comtat de Mono, Califòrnia), i la mina North Star, a la localitat de Mammoth (comtat de Juab, Utah). També ha estat descrita a d'altres mines properes a les dues localitats tipus, sent els únics indrets a tot el planeta on ha estat descrita aquesta espècie mineral.